# Nova Sela (Kostel, Slovenija)
Nova Sela je naselje u slovenskoj Općini Kostelu. Nova Sela se nalazi u pokrajini Dolenjskoj i statističkoj regiji Jugoistočnoj Sloveniji. 

## Stanovništvo
Prema popisu stanovništva iz 2002. godine naselje je imalo 35 stanovnika.